# Clásica San Sebastián 1983
Die Clásica San Sebastián 1983 war die 3. Austragung der Clásica San Sebastián und fand am 17. August 1983 statt. Die Gesamtdistanz des Rennens betrug 244 Kilometer. Es siegte der Belgier Claude Criquielion vor dem Spanier Antonio Coll und dem Deutschen Reimund Dietzen.

## Ergebnis
| Rang | Fahrer                 | Team               | Zeit         |
| ---- | ---------------------- | ------------------ | ------------ |
| 1    | Claude Criquielion     | Splendor-Euro Shop | 6h 22' 54"   |
| 2    | Antonio Coll           | Teka               | + 14"        |
| 3    | Reimund Dietzen        | Teka               | gleiche Zeit |
| 4    | Pedro Delgado          | Reynolds           | gleiche Zeit |
| 5    | Faustino Rupérez       | Zor-Helios         | gleiche Zeit |
| 6    | Carlos Hernández Bailo | Reynolds           | gleiche Zeit |
| 7    | Stephen Roche          | Peugeot-Shell      | gleiche Zeit |
| 8    | Ángel Arroyo           | Zor-Helios         | gleiche Zeit |
| 9    | José Recio             | Zor-Helios         | gleiche Zeit |
| 10   | Jesús Rodríguez Magro  | Kelme              | + 21"        |